# Quatre Ciutats Santes

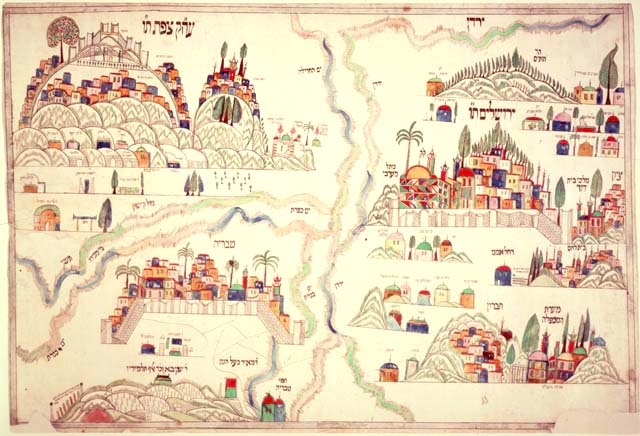
Mapa (segle XIX) fora d'escala de les Quatre Ciutats Santes del judaisme, amb Jerusalem en la cantonada superior dreta, Hebron a sota, el riu Jordà que recorre de dalt a baix, Safed en la cantonada esquerra i Tiberíades a sota. Cadascuna de les quatre ciutats inclou una representació dels llocs sagrats i de les tombes dels rabins que hi són venerats.

Les Quatre Ciutats Santes (en hebreu: בארבע ערי הקודש‎) (en ídix: פיר רוס שטעט), és un terme col·lectiu de la tradició jueva per indicar les ciutats de Jerusalem, Hebron, Tiberíades i Safed: «Des del segle XVI la santedat de la Palestina, en particular pel que fa a la sepultura, ha estat gairebé plenament transferida a quatre ciutats, Jerusalem, Hebron, Tiberíades i Safed.»
- Jerusalem és la ciutat santa principal del judaisme i el centre espiritual del poble jueue fins al segle x EC, quan el lloc va ser triat pel Rei David per ser el lloc del Sant Temple.[2] Jerusalem s'associa amb l'element del foc (en referència als continus focs sacrificials encesos en el Temple).
- Hebron és el lloc de sepultura dels patriarques: Abraham i Sara, Isaac i Rebeca, Jacob i Lia (Gruta dels Patriarques). Com a tal, Hebron és la segona ciutat santa dels jueus, i és una de les dues ciutats que va ser adquirida a compte del poble hebreu (Abraham l'havia obtingut dels Hitites, mentre que el Rei David havia comprat Jerusalem als Jebusites). Històricament és la primera capital de Rei David. Hebron s'associa amb l'element de la terra (en referència a les grutes on foren sepultats els patriarques i les matriarques).
- Safed (Tz'fat) va començar a ser considerada ciutat santa després de l'arribada dels jueus arran de l'expulsió dels jueus de Sefarad el 1492, esdevenint llavors coneguda com a centre d'estudi cabalístic. Safed s'associa amb l'element de l'aire (en referència a la branca de mística/espiritual del judaisme que hi va fiorir).
- Tiberíades fou significativa en la història jueva com a lloc on va ser redactat el Talmud de Jerusalem i com a pàtria dels masoretes, però el seu estatus de ciutat santa es deu a l'arribada de rabins que van establir un centre de cultura jueva a la ciutat entre els segles XVIII i xix. Segons la tradició hebrea, la Redempció començarà a Tiberíades i el Sinedrí serà allà reconstituït.[3] El Messies sorgirà de les aigües de Tiberíades, entrarà a la ciutat i serà posat sobre el tron a Safed, al cim d'un alt turó.[4]